# NGC 3163
NGC 3163 је елиптична галаксија у сазвежђу Мали лав која се налази на NGC листи објеката дубоког неба.
Деклинација објекта је + 38° 39' 10" а ректасцензија 10h 14m 7,1s. Привидна величина (магнитуда) објекта NGC 3163 износи 13,3 а фотографска магнитуда 14,3. NGC 3163 је још познат и под ознакама UGC 5517, MCG 7-21-26, CGCG 211-27, PGC 29846.